# Philipp Rösler
Philipp Rösler (ur. 24 lutego 1973 w Sóc Trăng) – niemiecki polityk wietnamskiego pochodzenia, w rządzie Angeli Merkel od 2009 do 2011 minister zdrowia, następnie do 2013 wicekanclerz oraz minister gospodarki i technologii, w latach 2011–2013 przewodniczący Wolnej Partii Demokratycznej (FDP).

## Życiorys
Po urodzeniu został oddany do katolickiego sierocińca. W wieku dziewięciu miesięcy został adoptowany przez niemieckie małżeństwo Röslerów i w listopadzie 1973 przywieziony do Niemiec. Jego adopcyjni rodzice rozwiedli się, gdy miał cztery lata, odtąd był wychowywany przez ojca.
W 1992 zdał egzamin maturalny w Hanowerze, po czym wstąpił do służb medycznych Bundeswehry. W 1993 rozpoczął studia medyczne w Medizinische Hochschule Hannover. Również w 1992 przystąpił do Wolnej Partii Demokratycznej oraz jej organizacji młodzieżowej Junge Liberale. Od 1994 kierował tą organizacją w Hanowerze, a od 1996 w Dolnej Saksonii. W 1999, po uzyskaniu kwalifikacji zawodowych, podjął pracę w szpitalu wojskowym w Hamburgu. Wkrótce powrócił do Hanoweru, gdzie pracował jako lekarz. Od 2000 do 2004 był sekretarzem generalnym FDP w Dolnej Saksonii, a w latach 2001–2006 radnym rejencji hanowerskiej, pełnił funkcję wiceprzewodniczącego klubu radnych swojej partii.
W 2003 po raz pierwszy uzyskał mandat deputowanego do landtagu Dolnej Saksonii. W 2005 został członkiem zarządu partii, a rok później objął funkcję przewodniczącego FDP w Dolnej Saksonii. Po utworzeniu regionalnej koalicji CDU-FDP objął stanowisko wicepremiera oraz ministra gospodarki, pracy i transportu Dolnej Saksonii. 28 października 2009 został ministrem zdrowia w federalnym drugim rządzie Angeli Merkel. 12 maja 2011 przeszedł na urząd ministra gospodarki i technologii w tym samym gabinecie, 16 maja zaś dodatkowo wicekanclerzem.
13 maja 2011 na zjeździe w Rostocku został wybrany na nowego przewodniczącego FDP. W wyniku wyborów w 2013 kierowani przez niego liberałowie znaleźli się poza parlamentem. 7 grudnia 2013 na stanowisku przewodniczącego partii zastąpił go Christian Lindner. Dziesięć dni później zakończył pełnienie funkcji rządowych.
W styczniu 2014 dołączył do rady zarządzającej Światowego Forum Ekonomicznego. Został dyrektorem centrum zajmującego się strategiami regionalnymi w ramach tej organizacji. W 2021 objął funkcję konsula honorowego Wietnamu w Szwajcarii.

## Życie prywatne
Jest żonaty, ma córki bliźniaczki. Wszedł w skład władz Centralnego Komitetu Katolików Niemieckich.